# Wohn- und Wirtschaftsgebäude Neuenfelde 2
Das Wohn- und Wirtschaftsgebäude Neuenfelde 2 im niedersächsischen Elsfleth-Moorriem, Bauerschaft Neuenfelde, im Landkreis Wesermarsch, stammt aus dem 18. Jahrhundert.

Aktuell (2023) wird es als Wohnhaus und wohl landwirtschaftlich genutzt.
Das Gebäude steht unter Denkmalschutz (siehe auch Liste der Baudenkmale in Elsfleth).

## Geschichte
Die Marschhufensiedlung Moorriem mit der nördlichen Bauerschaft Neuenfelde erstreckt sich über etwa 16 Kilometer, wurde nach 1062 gegründet und erhielt im 14. Jahrhundert die heutige Struktur mit den schmalen, oft extrem langgestreckten Parzellen. Im Abstand von ca. 50 bis 100 Metern liegen zahlreiche Hofstellen auf Wurten.
Das eingeschossige giebelständige Wohn- und Wirtschaftsgebäude als Zweiständer-Hallenhaus in Fachwerk mit Steinausfachungen, mit reetgedecktem auf profilierten Knaggen am Wirtschaftsgiebel vorkragenden Krüppelwalmdach, mit Niedersachsengiebeln mit Uhlenloch sowie der Grooten Door mit Rundbogen stammt von 1759 (Inschrift). Der Wohngiebel wurde in Backstein erneuert.
Auf dem Hof auf einer Wurt stehen weitere nicht denkmalgeschützte gewerblich genutzten Anlagen.
Das Landesdenkmalamt befand: „… geschichtliche Bedeutung … als beispielhaftes Fachwerkhallenhaus aus der Mitte des 18. Jhs.“